# Bergisch Gladbach
Bergisch Gladbach là một thành phố trong bang Nordrhein-Westfalen của nước Đức. Thành phố có diện tích km², dân số thời điểm cuối năm 2007 là 110.217 là người. Thành phố nằm bên sông Rhine, 10 km về phía đông Köln.